# Wilhelmina Sherriff Bain

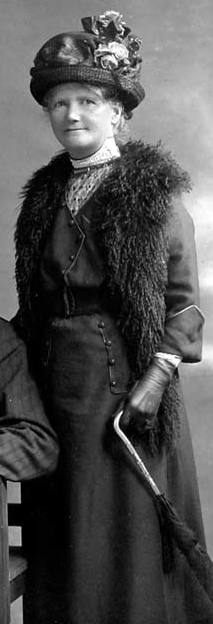
Wilhelmina Sherriff Bain (1914)

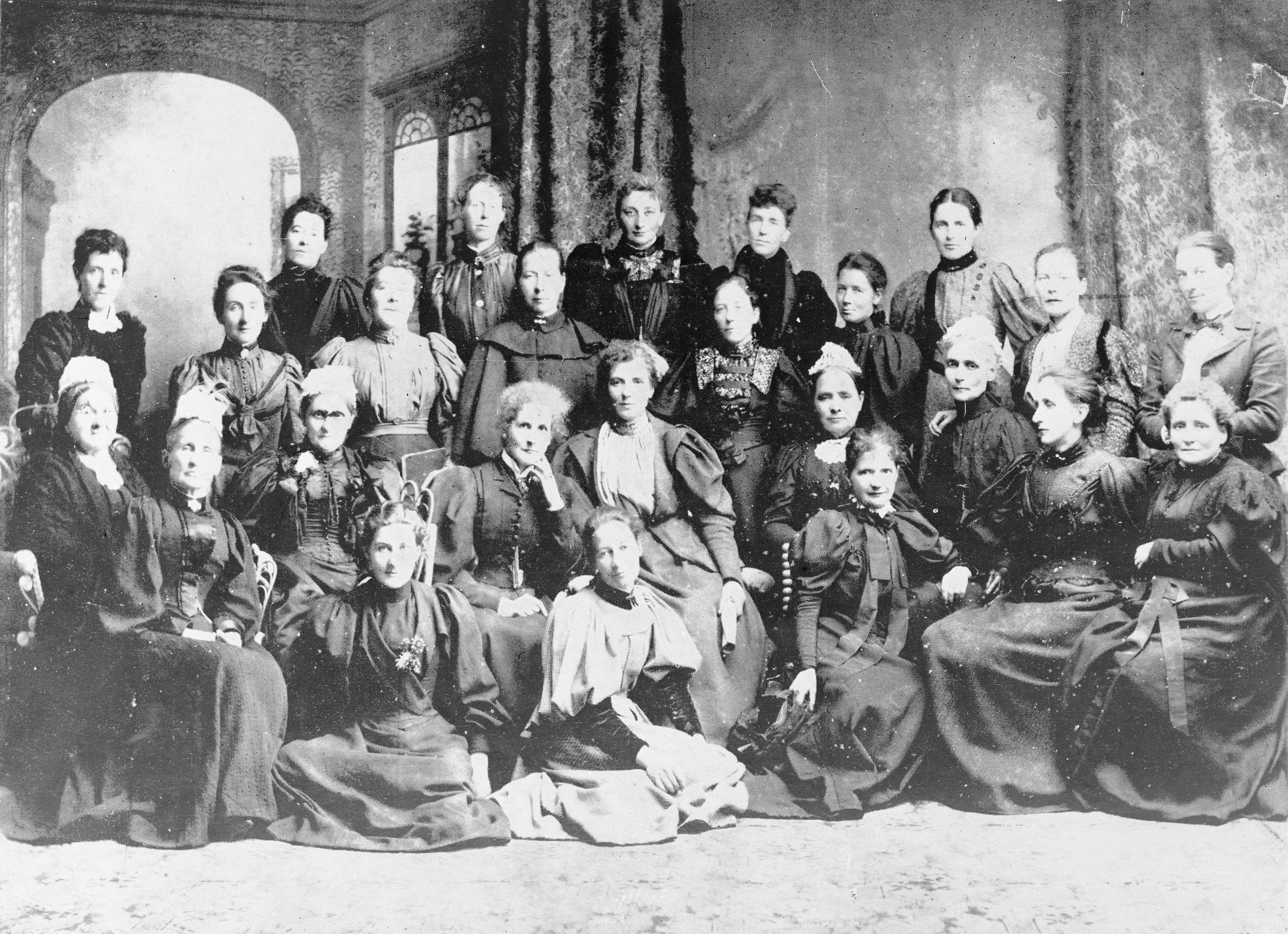
National Council of Women of New Zealand in Christchurch
Wilhelmina Sherriff Bain (vorne 3. Person von rechts)

Wilhelmina Sherriff Bain (* 5. September 1848 in Edinburgh, Schottland; † 26. Januar 1944 in Auckland, Neuseeland) war eine schottisch-gebürtige, neuseeländische Lehrerin, Journalistin, Buchautorin und Friedensaktivistin.

## Leben
Wilhelmina Sherriff Bain wurde am 5. September 1848 als Tochter der Eheleute Elizabeth Middlemass und John Bain, einem Spirituosenhändler, in Edinburgh, Schottland geboren. Sie hatte sechs Geschwister, wovon vier Schwestern und zwei Brüder waren. 1858 wanderte die Familie nach Neuseeland aus und siedelte in Invercargill, im Süden der Südinsel, wo einer der Brüder, Walker Bain zuvor schon Fuß gefasst hatte.
1879 schloss Bain ihre Ausbildung als Lehrerin ab und unterrichtete in und um Invercargill bis in das Jahr 1893. 1896 zog sie nach Christchurch, um dort als Bibliothekarin zu arbeiten. Zeitgleich engagierte sie sich in dem Canterbury Women's Institute, dessen Präsidenten sie wurde und war Gastgeberin der Eröffnungssitzung des National Council of Women of New Zealand (NCWNZ) im selben Jahr. Während ihrer Mitgliedschaft von 1896 bis 1906 vertrat sie unmissverständlich Position gegen Krieg und setzte sich für eine Schiedsgerichtsbarkeit als Mittel zur Konfliktlösung ein.
1899 zog Bain nach Auckland und drei Jahre später in die Region Taranaki, wo sie bis 1904 in Inglewood unterrichtete. Während dieser Zeit hielt sie im Jahr 1900 während der NCW-Konferenz in Dunedin eine Rede zu ihrem Thema Frieden und den Weg dazu über eine Schlichtung im Konfliktfall. Die Presse reagierte darauf entrüstet, da zeitgleich neuseeländische Soldaten in Südafrika im Kriegseinsatz waren.
Auf der Konferenz des International Council of Women's (ICW) im Jahr 1901 in Wanganui, Neuseeland, wurde Bain als Vertreterin ihres Landes in das ständige Komitee für Frieden und Schiedsgerichtsbarkeit gewählt und reiste im Jahr 1904 nach Berlin, um an der Fünfjahrestagung des ICW teilzunehmen und eine Rede zu halten. Auf der Rückreise nach Neuseeland machte sie einen Stopover in Boston, USA, und  hielt dort auf dem 13. Universal Peace Congress ebenfalls eine Rede. Zurück in Neuseeland arbeitete sie bis 1909 als Angestellte in Riverton/Aparima und pflegte ihre kranke Schwester. Von 1910 bis 1913 war sie in dem Ort als Journalistin tätig. Ein Artikel im Jahr 1911 in der Southland Times, der sich gegen die Wehrpflicht wandte, die im Rahmen des 1909 Defence Act eingeführt wurde, fand allgemeine Aufmerksamkeit.
Über ihre Friedensaktivitäten hinaus engagierte sich Bain auch für eine Gefängnisreform, für den Einsatz von weiblichen Geschworene bei Gericht und für Gesetze zum Schutz für Arbeiter. Neben ihrem politischen Engagement entwickelte sie Fähigkeiten als Pianistin und soll insgesamt acht Sprachen gesprochen haben.
1914 heiratete sie im Alter von 66 Jahren Robert Archibald Elliot, einem Gemischtwarenhändler aus Invercargill, der jedoch am 7. Juli 1920 verstarb. Bain reiste in ihren 70er Jahren nach London, wo sie zwei Bücher veröffentlichte. Nach ihrer Rückkehr ließ sie sich in Auckland nieder und verstarb dort im Alter von 95 Jahren am 26. Januar 1944.

## Werke
- Human Betterment. Gisborne Times, Gisborne 1901 (englisch).
- Riverton Sands. 1910 (englisch).
- Service: A New Zealand Story. Stockwell, London 1924 (englisch).
- From Zealandia: a Book of Verse. John M Watkins, London 1925 (englisch).